# Gud som allting skapade
Gud som allting skapade är en gammal bröllopspsalm av Olaus Petri. Den finns inte längre medtagen i den svenska psalmboken.
Psalmen presenteras 1536 med introduktionen: Thetta minne må siungas j brudahusen och texten inleds 1695 med orden (hela första versen finns på Wikisource):
Gudh som all ting skapade.
Sigh til lof och prijs
Skop han man och qwinno
Och satte i Paradis;

## Publicerad i
- Swenske Songer eller wisor 1536 med titeln Gud som all ting skapade sich til loff och prijs under rubriken "Thetta minne må siungas i brudahusen".[1]
- 1572 års psalmbok med titeln GUdh som all ting skapadhe under rubriken "Itt Minne i Brudhahuus".[2]
- Göteborgspsalmboken 1650 under rubriken "Om Echtenskap.".[3]
- 1695 års psalmbok som nr 326 under rubriken "Psalmer angående thet H. Ächtenskaps ståndet".